# Dender
Dender (niderl.), Dendre (fr.) – rzeka w zachodniej Belgii, na terenie Walonii (prowincja Hainaut) i Flandrii (prowincje Flandria Wschodnia i Brabancja Flamandzka), prawostronny dopływ Skaldy.
Dender swój biega zaczyna w Ath, gdzie zbiegają się jej dwie rzeki źródłowe – Dendre orientale (wschodnia, źródło w Herchies) i Dendre occidentale (zachodnia, źródło w Vezon). Rzeka jest uregulowana i płynie w kierunku północnym, kończąc bieg w Dendermonde, gdzie uchodzi do Skaldy. Największym miastem na jej trasie jest Aalst.
Długość rzeki wynosi 65 km, a powierzchnia jej dorzecza 1381 km² (673 km² na terenie Walonii, 708 km² na terenie Flandrii).